# Zuckerfabrik Jülich
Die Zuckerfabrik Jülich steht in Jülich im Kreis Düren, im Nordwesten der Jülich-Zülpicher Börde in Nordrhein-Westfalen.

Aktie über 1000 Mark der Zuckerfabrik Jülich vom 23. November 1923

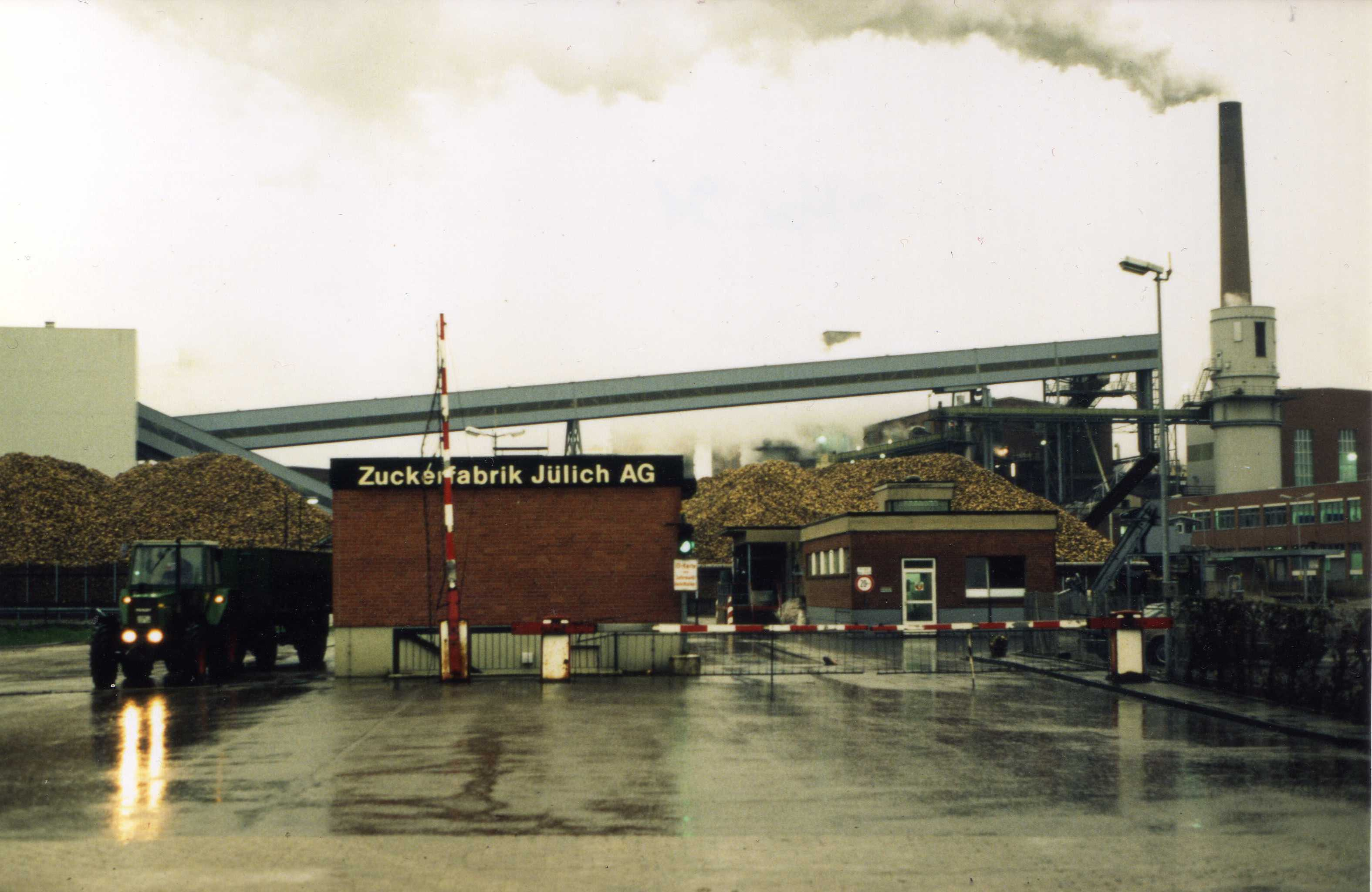
Hauptzufahrt der Zuckerfabrik Jülich AG während der Rübenkampagne im Herbst 1991

Alexander Paul Schoeller (1837–1892), Sohn des Geheimen Kommerzienrates Leopold Schoeller, gründete mit seinem Schwager Julius Brockhoff im Jahre 1880 eine Zuckerfabrik. Durch den Gesellschaftervertrag vom 25. März 1880 erhielt die Fabrik den Namen Alexander Schoeller & J. Brockhoff KG. Als Standort wurde ein Grundstück unmittelbar östlich des sieben Jahre zuvor in Betrieb genommenen Bahnhofs Jülich gewählt. Die erste Rübenkampagne begann am 17. November 1880. Die Gesellschaftsform änderte sich von KG zur oHG zur GmbH im Jahre 1895 und letztendlich zur AG am 29. Oktober 1906. Die AG wurde im April 1912 an der Berliner Börse zum Handel zugelassen und notiert.
In der Kampagne 1891/92 wurden 26.800 Tonnen Zuckerrüben verarbeitet. Bis 1913/14 steigerte sich die Verarbeitung auf 45.350 Tonnen. Im Jahr 1934 erwarb die Süddeutsche Zucker Aktiengesellschaft Mannheim das bis dahin im Besitz des Rheinischen Rübenbauernverbandes befindliche Aktienpaket. Dadurch wurde das Grundkapital auf 1,8 Millionen Reichsmark erhöht.
Nach der völligen Zerstörung im Bombardement vom Nachmittag des 16. November 1944 wurde die Fabrik nach Kriegsende wieder aufgebaut, jedoch unter der Regie des Rübenbauernverbandes. Die Südzucker AG zog sich daraufhin zurück. Durch die Stilllegungen fusionierten die umliegenden Zuckerfabriken mit Jülich.
1958 wurden insgesamt 400.000 Tonnen Rüben angeliefert, also circa 4.000 Tonnen im Tagesdurchschnitt, davon etwa ein Viertel per Bahn. Der Anteil der Bahnrüben sank jedoch gegenüber den sogenannten Fuhrrüben kontinuierlich, bis Ende der 1970er-Jahre von nunmehr über 5.000 Tagestonnen nur noch etwa 200 Tonnen pro Tag per Bahn kamen (also ungefähr 10 Waggons), was einem Bahnrüben-Anteil von 4 Prozent entspricht. Nach Abschluss der Kampagne 1979/1980 nahm die Zuckerfabrik Jülich daher keine Rüben mehr über die Bahn an. 1997/98 wurden erstmals über eine Million Tonnen Zuckerrüben verarbeitet. Daraus wurden etwa 160.000 Tonnen Zucker gewonnen.

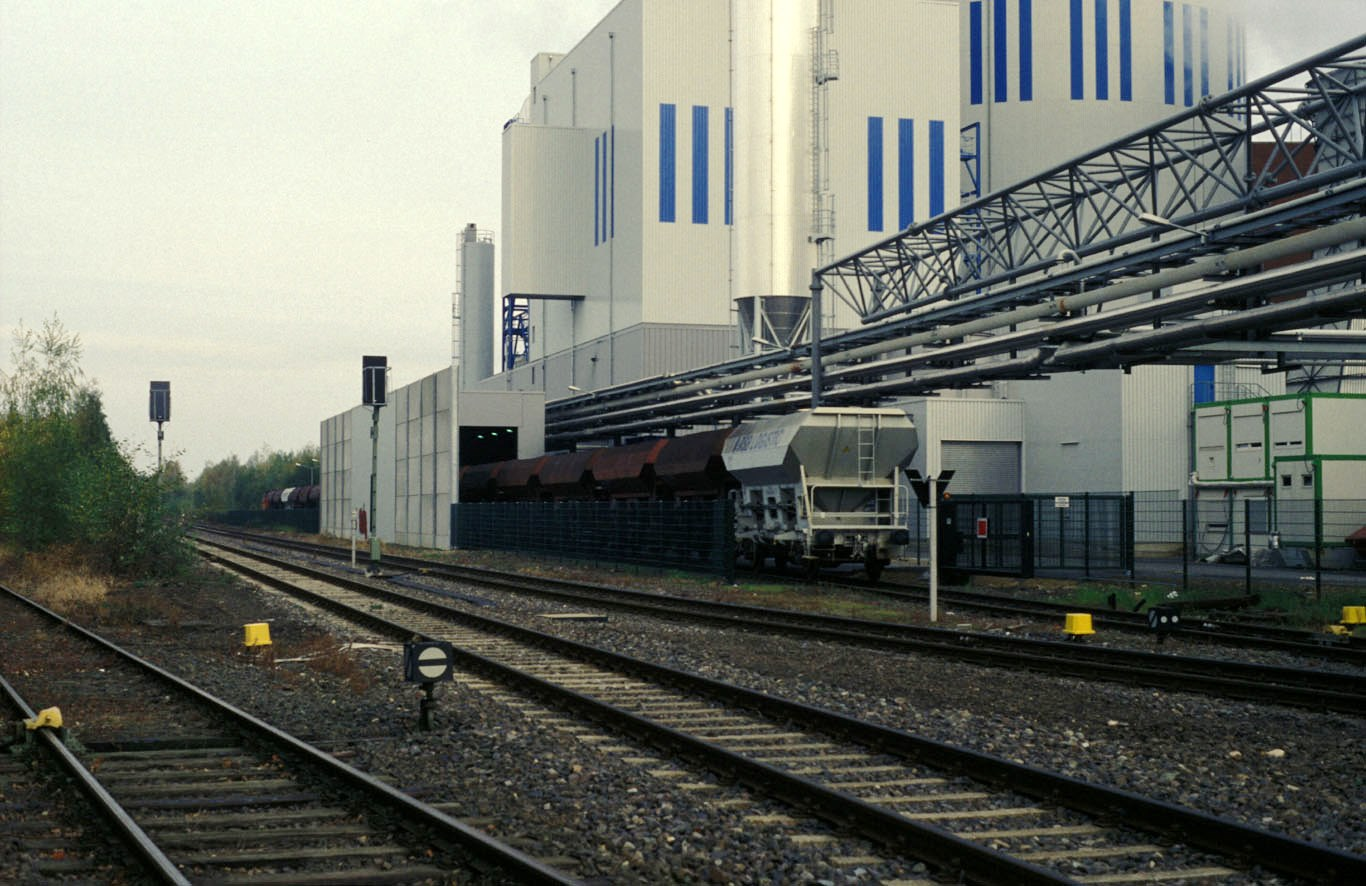
Kohlezug der Rurtalbahn mit Lok V 35 wird im Gleisanschluss der Zuckerfabrik Jülich entladen (Allerheiligen 2004)

2003 wurde mit dem Bau einer hochmodernen Kraft-Wärme-Kopplungsanlage auf Braunkohlebasis begonnen; nach nur 18 Monaten Bauzeit ging diese am 23. September 2004 in Betrieb. Zur Anlieferung des Kampagnen-Tagesbedarfs von etwa 500 Tonnen Braunkohle wurde gleichzeitig das alte Anschlussgleis reaktiviert und eine neue Kohleentladeanlage in Betrieb genommen. Ab der Saison 2011/2012 werden, nach Errichtung eines neuen Weißzuckersilos mit einer Kapazität von 60.000 Tonnen, in Jülich im Jahr 1,5 Millionen Tonnen Rüben zu 220.000 bis 280.000 Tonnen Zucker verarbeitet. Ganzjährig sind etwa 240 Mitarbeiter beschäftigt. Hinzu kommen Saisonkräfte.
Im Jahr 2006 genehmigte das Bundeskartellamt die Übernahme durch die Kölner Firma Pfeifer & Langen. Damit erwarb der Konzern die Aktienmehrheit an der Zuckerfabrik Jülich AG (Westzucker). Seitdem produziert die Zuckerfabrik Jülich auch unter dem Namen Westzucker. Gleichzeitig kam auch das Ende der Rübenverarbeitung in der Zuckerfabrik Elsdorf, die nach der Kampagne 2006 die Rübenverarbeitung einstellte. Weiterverarbeitung von Zuckerprodukten findet aber dort weiterhin statt. Die Rübenverarbeitung wurde nach Jülich verlagert. Die Zuckerfabrik Jülich ist die letzte bestehende Zuckerfabrik im Kreis Düren, nachdem die Zuckerfabrik Düren 1987 und die Fabrik in Ameln 1991 geschlossen wurden. Die nächste Pfeifer & Langen Zuckerfabrik in der Region befindet sich in Euskirchen.
Seit dem 1. Januar 2014 ist die Zuckerfabrik Teil der Pfeifer & Langen GmbH und Co. mit Sitz in Köln. Die vorherige Zuckerfabrik Jülich GmbH ist damit aufgelöst.
Die Fabrik wurde bis 2021 für etwa 33 Millionen Euro um eine Halle erweitert, welche die ab 2016 schrittweise abgebaute Zuckerveredlungs-Produktion der Fabrik in Elsdorf ersetzen sollte. Zudem stellte das Werk die Verbrennungsöfen von Braunkohle auf Erdgas um.

## Literatur

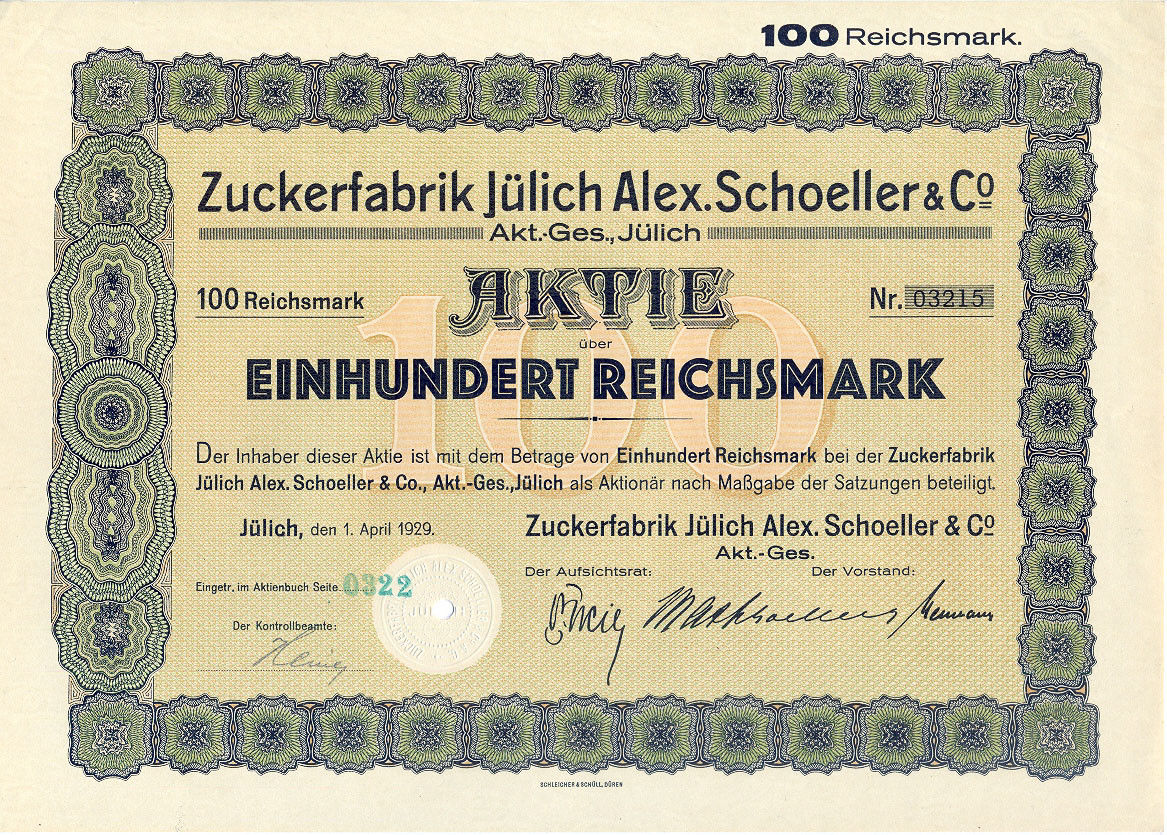
Aktie der Zuckerfabrik Jülich von 1929